# سامانیگو (نارینیو)
سامانیگو (نارینیو) (به اسپانیایی: Samaniego, Nariño) یک سکونتگاه مسکونی در کلمبیا است که در بخش نارینیو واقع شده‌است.